# 阿字野神社
阿字野神社（あじやじんじゃ）は、京都府与謝郡伊根町亀島にある神社。地元での通称は「阿字野さん」。

## 歴史
創建年代は平安時代、1087年（寛治元年）4月7日とされているが、明らかではない。社は1941年（昭和16年）に再建され、1953年（昭和28年）に上屋が新築された。
御神体は古代の装束をした古い尊像があり、現在は塗り替えられ、装束も一部取りかえられている。

## 交通アクセス
- 京都丹後鉄道宮豊線 天橋立駅 → 丹海バス 伊根郵便局前 → 徒歩
- 京都縦貫自動車道 宮津天橋立IC → 国道176号 → 国道178号 → 府道622号伊根港線